# 超臨界鍋爐

在相圖中，臨界點就是液態和氣態邊界（藍色線）最右上方的點

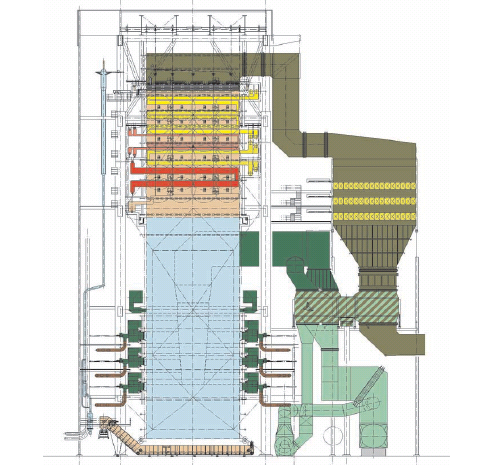
蒸氣發電機鍋爐。锅炉中的炉膛、锅筒、燃烧器、水冷壁、过热器、省煤器、空气预热器、构架和炉墙等主要部件构成生产蒸汽的核心部分，称为锅炉本体。

超臨界鍋爐（supercritical steam generator）是指運作在超臨界壓力的锅炉，常用來產生壓力。若發電廠機組的鍋爐使用超臨界鍋爐，稱為超臨界機組。
在一般火力發電廠的鍋爐中，鍋爐主蒸氣的溫度每上升一華氏度（1℉，約17.22°C / 攝氏度），其整體發電浪費之熱耗率便相應減少0.016%。因此目前全球的火力發電廠均思考如何提升鍋爐的蒸氣溫度以減緩熱耗率。一般發電廠會以先提高鍋爐溫度，後調整鍋爐壓力作為提升發電機組效率的手段。然而鍋爐及其周邊附帶設施的材質的組成在提升鍋爐溫度的關係乃非常密切，因此構建鍋爐的材料在提升發電效率上乃十分重要。
在一般鍋爐中流體會形成氣泡，不過在超臨界鍋爐中，是運作在临界壓力以上 – 3,200 psi或22 MPa。因此水會立刻變成蒸汽，水進入高壓蒸汽渦輪發動機時會作功，其狀態會較临界條件要低，最後進入鍋爐的冷凝器，因此使用較少的燃料，其產生的温室气体也會比較少。在火力發電廠中，使用超臨界鍋爐可以提高熱效率，二氧化碳排放量較以往減少15%。

## 超臨界鍋爐的歷史
現代的超臨界鍋爐有時也會稱為是本森鍋爐（Benson boilers）。馬克·本森在1922年有申請在高壓時將水轉換為蒸氣的鍋爐專利。
安全性是本森申請專利背後的主要考量。早期蒸氣設計在較低的壓力100 bar（10 MPa；1,450 psi）下運作，對應當時的汽輪機發展技術。其中一個特別的技術特點是鉚接水/蒸汽分離的汽鼓。汽鼓的位置在充水管通過加熱爐後終端的位置。
汽鼓的目的是要在其中部份注水，在水上方是擋板填充的部位，可以收集鍋爐中產生的水蒸氣，而擋板會收集冷凝的水滴，再回流到水鍋中。幾乎乾燥的水汽會經過汽鼓排出。不過汽鼓也是鍋爐最容易出現鍋爐爆炸的部位，常常會有災難性的影響。
假如鍋爐中不要有蒸發式液氣分離的過程，就可以不需要汽鼓。假如水進入鍋爐時已加壓到超過臨界壓力（3,206磅力每平方英寸, 22.10帕斯卡），加熱到超過臨界溫度（706 °F, 374 °C），透過簡易的噴嘴，使水膨脹成在臨界壓力以下的乾蒸氣，就不需要有蒸發式液氣分離的過程。可以在鍋爐蒸發器的下游增加一節流閥來達成。
隨著此一技術繼續進步，超臨界鍋爐的設計已脫離了馬克·本森一開始設計的概念。1929年時已有一個測試用的鍋爐，而1929年時才開始用在柏林Gartenfeld的火力發電廠中，一開始是由一個全開的節流閥，運作在次臨界的模式。第二個本森鍋爐是在1930年在Berlin cable factory中運作，其中沒有將流體加壓到40、180 bar（4、18 MPa；580、2,611 psi）的壓力閥。此一應用代表了新的變壓本森鍋爐的誕生，此一技術之後，最早本森鍋爐的專利也不再有人使用，不過後來的技術仍沿用「本森鍋爐」的名字。
1957年，位於美國俄亥俄州的Philo電廠的六號機成為全世界第一個商業運轉的超臨界發電廠，而且可以在超超臨界的條件下短時間運轉，美國第一個設計在超超臨界條件下運轉的燃煤發電廠是位在阿肯色州，在2012年運行的John W. Turk Jr.燃煤電廠。
以下是一些有關超臨界鍋爐用在直流蒸氣發電廠的創新：
- 基於本森鍋爐的新型热回收蒸汽发生器，已成功的在英國中部的Cottam電廠（英语：Cottam power plant）使用，
- 燃煤蒸氣鍋爐壁上的垂直管路，結合了本森系統在操作上的優點以及鼓式鍋爐在設計上的優點。中國的姚孟電廠是第一個以此型式設計的電廠，在2001年開始營運。

2014年6月3日，澳大利亚政府的研究机构CSIRO發表聲明說他們已經開發了應用太陽能，運作在23.5 MPa（3,410 psi）及570 °C（1,060 °F）的超臨界鍋爐，聲稱是太陽能發電的世界紀錄。

## 現代的定義
以下有關鍋爐的定義是來自美国进步中心針對中國大陸燃煤發電廠報告中的資料
- 亞臨界（Subcritical） – 705 °F（374 °C），3,208psi（22MPa 或 218atm）。
- 超臨界（Supercritical） –  1,000—1,050 °F（538—566 °C）的範圍。渦輪的速度會迅速加快，需要特殊的材料。
- 超超臨界（Ultra-supercritical） –  1,400 °F（760 °C）以上，壓力超過5,000 psi（35MPa 或 340atm）。有一些新增的創新技術，可以進一步提高效率，但沒有具體的說明。

在火力發電產業中，會用「高效低排放」（High-Efficiency，Low-Emissions，簡稱HELE）來描述超臨界及超超臨界火力發電機組的技術。